# Nikolai Grube

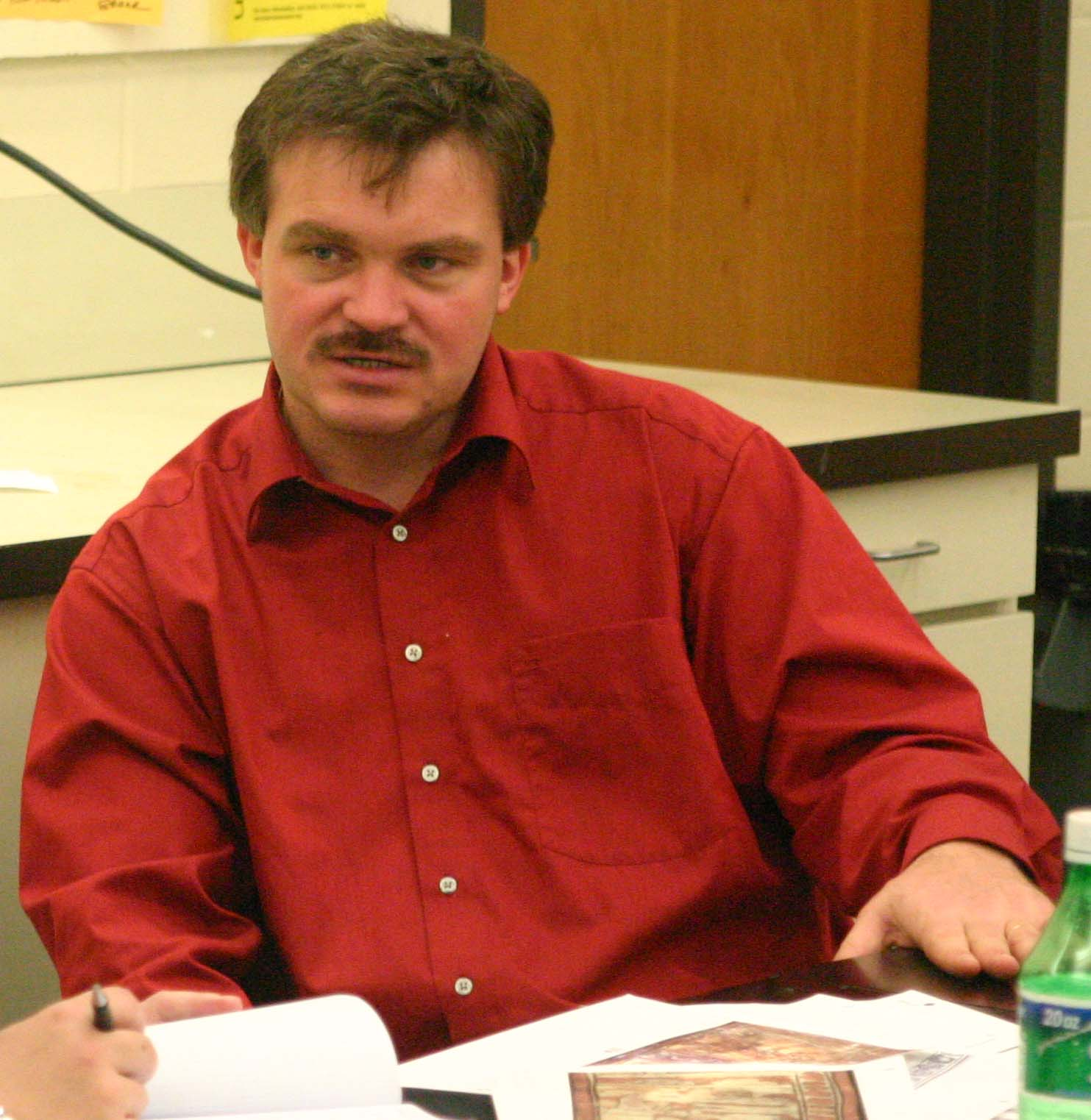
Nikolai Grube bei dem Maya-Treffen 1994

Nikolai K. Grube (* 6. Juni 1962 in Bonn) ist ein deutscher Altamerikanist und Autor, der vorrangig auf dem Gebiet der Maya-Forschung und speziell der Maya-Inschriften arbeitet.

## Leben
Schon früh war Nikolai Grube von Archäologie fasziniert; bereits in seiner Schulzeit veröffentlichte er erste Arbeiten über die Maya. Er studierte Altamerikanistik, Ethnologie, Altorientalistik und Indologie an der Universität Hamburg. Dort schloss er im Jahr 1989 seine Promotion ab, anschließend wechselte er nach Bonn. Zusammen mit dem Roemer- und Pelizaeus-Museum in Hildesheim organisierte er die internationale Ausstellung Die Welt der Maya, die in Hildesheim, Wien, Mannheim und Köln gastierte. Von 1992 bis 1995 nahm er ein Habilitationsstipendium der Deutschen Forschungsgemeinschaft (DFG) für das Projekt Orale Traditionen der Cruzoob-Maya in Mexiko wahr, wo er auch Gelegenheit hatte, an verschiedenen Forschungsprojekten in Guatemala, Mexiko, Belize und Honduras teilzunehmen. 1999 folgte die Habilitation in Ethnologie, wiederum in Bonn, im gleichen Jahr wurde er Heisenberg-Stipendiat der DFG. In den Jahren 2000 bis 2004 war er Inhaber des Linda and David Schele Chair an der University of Texas in Austin. Seine Forschungsschwerpunkte waren hier die Entstehung früher Staaten und Schriftsysteme im vorspanischen Mesoamerika, die Ethnolinguistik der Maya-Sprachen sowie kulturelle Revitalisierungsbewegungen indianischer Gruppen. Im April 2004 trat Grube die C4-Professur für Altamerikanistik und Ethnologie der Rheinischen Friedrich-Wilhelms Universität in Bonn an, als Nachfolger von Hanns J. Prem wurde er geschäftsführender Direktor des Instituts für Altamerikanistik und Ethnologie (IAE) (inzwischen Abteilung für Altamerikanistik).
Regelmäßig führen seine Forschungsarbeiten Nikolai Grube in die Gebiete der Maya und anderer indianischer Kulturen Zentralamerikas. Viel Aufmerksamkeit schenkt er der Beziehung zwischen den Kulturen der Maya und Teotihuacáns, der Konkurrenz von Tikal und Calakmul am Ausgang der klassischen Periode der Maya, aber auch der späteren Geschichte der Maya und ihrer Gegenwart.
Seit 2014 ist Grube Projektleiter des Projektes „Textdatenbank und Wörterbuch des Klassischen Maya“, es dient der Erforschung von Schrift und Sprache der vorspanischen Mayakultur. Es wurde 2014 von der Nordrhein-Westfälischen Akademie der Wissenschaften und der Künste an der Friedrich-Wilhelms-Universität Bonn eingerichtet und hat eine Laufzeit von 15 Jahren.

## Feldforschungen
- 1984, 1986–1998, 2001: Jährlich mehrmonatige Arbeiten in Señor und Tixcacal Guardia (Quintana Roo, Mexiko) sowie im Cayo-District von Belize über die Geschichte der yukatekischen Maya.
- 1992–1995: Aufnahme oraler Traditionen; Forschungen über Genres verbaler Kunst zur Erkundung der oralen Traditionen (insgesamt 20 Monate).
- 1987–1993, 1998: Forschungsaufenthalte in Copán (Honduras) – Zusammenarbeit mit David Stuart und Linda Schele.
- 1989–1992, 1994, 1995: Project Epigrapher im Caracol-Projekt, Belize (Leitung: Arlen und Diane Chase) (jedes Jahr ein Monat).
- 1990, 1991, 1995–heute: Mehrwöchige Expeditionen im Petén-Distrikt (Guatemala) zur Rettung und Dokumentation von Hieroglypheninschriften.

## Schriften
- als Herausgeber: Maya, Gottkönige im Regenwald. Könemann, Köln 2000, ISBN 3-8290-1564-X (Neuauflage: h.f.ullmann publishing, Potsdam 2012, ISBN 978-3-8480-0033-3).
  - spanische Übersetzung: Los Mayas: una civilización milenaria. Könemann, Hamburg 2001, ISBN 3-8290-4097-0.
- mit Simon Martin: Chronicle of the Maya kings and queens. Deciphering the dynasties of the ancient Maya. Thames & Hudson, London 2000, ISBN 0-500-05103-8 (2. Auflage, ebenda 2008).
- mit Maria Gaida: Die Maya. Schrift und Kunst. Dumont, Köln 2006, ISBN 3-8321-7688-8.
- Der Dresdner Maya-Kalender: Der vollständige Codex. Verlag Herder, Freiburg 2012, ISBN 978-3-451-33332-3.